# 原天津英国兵营
原天津英国兵营，俗称英国营盘，始建于1900年，坐落在当时的天津英租界推广界内，兵营西临大北道（Derby Road），东临益世滨道（Eastbourne Road），北临宝士徒道（Bristow Road），南接林莫克道（Limerick Road），此即今和平区贵州路、柳州路、营口道和沙市道的合围区域。
最初建立时该兵营占地面积为124市亩，建筑面积为23500平方米。兵营的最初驻军为1400人。1902年，八国联军结束占领天津时，又驻扎806人，到了1930年代兵营的驻军数为3000余人。当时，原天津英国兵营的驻军为旅的建制，司令官为少将军衔。1937年，原天津英国兵营被日军占据。1945年，日本投降后，该兵营又被美军驻用。1947年，天津市立中学在该旧址上建立。现为天津市第一中学。